# Kevin Hallett
Kevin Hallett (* 13. Oktober 1929; † 11. Oktober 2021) war ein australischer Schwimmer.

## Karriere
Kevin Hallett wurde 1948 für die Olympischen Sommerspiele 1948 in London nominiert. Da zu dieser Zeit die Athleten selbst für die Reisekosten aufkommen mussten, sammelte seine Heimatstadt Singleton 500 Australische Pfund, um Hallett die Flugreise zu ermöglichen. Trotz Sehnenbeschwerden in beiden Schultern startete er im Wettkampf über 200 m Brust, schied jedoch in seinem Vorlauf aus.
Bei den British Empire Games 1950 wurde er wegen eines unerlaubten Schwimmstils disqualifiziert. Beim Wasserballturnier, welches als Demonstrationswettbewerb ausgetragen wurde, belegte er mit der australischen Mannschaft den ersten Platz.
Wenig später zog sich Hallett vom Schwimmsport zurück und arbeitete als Buchhalter in Singleton. Er war verheiratet und hatte drei Kinder.